# سدیم بی‌سولفات
سدیم بی‌سولفات (به انگلیسی: Sodium bisulfate) با فرمول شیمیایی NaHSO۴ یک ترکیب شیمیایی با شناسه پاب‌کم ۵۱۶۹۱۹ است. که جرم مولی آن 120.06 g/mol (anhydrous)
138.07 g/mol (monohydrate) می‌باشد. شکل ظاهری این ترکیب، جامد سفید و محلول در آب است.